# David Opatoshu
David Opatoshu (New York, 30 gennaio 1918 – Los Angeles, 30 aprile 1996) è stato un attore e sceneggiatore statunitense.

## Biografia
Figlio dello scrittore yiddish Joseph Opatoshu, esordì come attore in rappresentazioni teatrali yiddish a New York, e fece il suo debutto cinematografico nel 1939 con il film The Light Ahead, il primo di una lunga carriera che sarebbe durata fino al 1991.
Nel 1961 lavorò al fianco di Alberto Sordi e David Niven nel film I due nemici. Nello stesso anno, fu diretto dal regista italiano Duilio Coletti nella pellicola Il re di Poggioreale, accanto a Ernest Borgnine.
Tra le sue interpretazioni di maggior rilievo sul grande schermo è da ricordare quella nel film Il sipario strappato (1966) di Alfred Hitchcock, in cui interpretò il ruolo di un membro di spicco dell'organizzazione spionistica avversaria del regime comunista dell'ex-Germania est.
Oltre che interprete teatrale e cinematografico, Opatoshu fu un prolifico attore televisivo: molte le sue interpretazioni nelle serie tv, tra le quali La legge di Bird, che nel 1990 gli valse un premio Emmy per la miglior interpretazione in una serie drammatica.

## Filmografia

### Cinema
- The Light Ahead, regia di Henry Felt ed Edgar G. Ulmer (1939)
- La città nuda (The Naked City), regia di Jules Dassin (1948) - non accreditato
- Trafficanti di uomini (Illegal Entry), regia di Frederick de Cordova (1949) - non accreditato
- Fate il vostro gioco (Any Number Can Play), regia di Mervyn LeRoy (1949) - non accreditato
- I corsari della strada (Thieves' Highway), regia di Jules Dassin (1949) - non accreditato
- The Goldbergs, regia di Walter Hart (1950)
- Il nemico pubblico n. 1 (L'Ennemi public n. 1), regia di Henri Verneuil (1953)
- Crowded Paradise, regia di Fred Pressburger (1956)
- Karamazov (The Brothers Karamazov), regia di Richard Brooks (1958)
- Il dominatore di Chicago (Party Girl), regia di Nicholas Ray (1958)
- Cimarron, regia di Anthony Mann (1960)
- Exodus, regia di Otto Preminger (1960)
- Il re di Poggioreale, regia di Duilio Coletti (1961)
- I due nemici (The Best of Enemies), regia di Guy Hamilton (1961)
- L'attimo della violenza (Guns of Darkness), regia di Anthony Asquith (1962)
- Il cardinale (The Cardinal), regia di Otto Preminger (1963) - non accreditato
- Sands of Beersheba, regia di Alexander Ramati (1966)
- Il sipario strappato (Torn Curtain), regia di Alfred Hitchcock (1966)
- Tarzan nella valle dell'oro (Tarzan and the Valley of Gold), regia di Robert Day (1966)
- L'affare Goshenko (L'éspion), regia di Raoul Lévy (1966)
- Enter Laughing, regia di Carl Reiner (1967)
- Ha-Dybbuk, regia di Ilan Deldad (1968)
- L'uomo di Kiev (The Fixer), regia di John Frankenheimer (1968)
- Ultima notte a Cottonwood (Death of a Gunfighter), regia di Don Siegel e Robert Totten (1969)
- Passeggiata sotto la pioggia di primavera (A Walk in the Spring Rain), regia di Guy Green (1970) - non accreditato
- Il romanzo di un ladro di cavalli (Romansa konjokradice), regia di Abraham Polonsky (1971)
- Guerrieri dell'inferno (Who'll Stop the Rain), regia di Karel Reisz (1978)
- Americathon, regia di Neal Israel (1979)
- Beyond Evil, regia di Herb Freed (1980)
- Forty Days of Musa Dagh, regia di Sarky Mouradian (1982)
- Vendetta a Hong Kong (Forced Vengeance), regia di James Fargo (1982)

### Televisione
- Goodyear Television Playhouse – serie TV, 1 episodio (1952)
- Bonino – serie TV, 1 episodio (1953)
- Danger – serie TV, 2 episodi (1951-1954)
- Inner Sanctum – serie TV, 1 episodio (1954)
- The Philco Television Playhouse – serie TV, 6 episodi (1953-1955)
- The Alcoa Hour – serie TV, episodio 1x13 (1956)
- The United States Steel Hour – serie TV, 2 episodi (1955-1956)
- The Big Story – serie TV, 1 episodio (1957)
- Studio One – serie TV, 8 episodi (1949-1957)
- Playhouse 90 – serie TV, 2 episodi (1957)
- I racconti del West (Zane Grey Theater) – serie TV, 1 episodio (1958)
- The Walter Winchell File – serie TV, 1 episodio (1958)
- General Electric Theater – serie TV, episodio 6x26 (1958)
- The Court of Last Resort – serie TV, episodio 1x26 (1958)
- The Further Adventures of Ellery Queen – serie TV, episodio 1x01 (1958)
- Where Is Thy Brother? – film TV (1958)
- Behind Closed Doors – serie TV, 1 episodio (1959)
- The Ann Sothern Show – serie TV, 1 episodio (1959)
- Five Fingers – serie TV, 1 episodio (1959)
- Sunday Showcase – serie TV, 2 episodi (1959)
- Avventure in paradiso (Adventures in Paradise) – serie TV, episodio 1x10 (1959)
- Alcoa Presents: One Step Beyond – serie TV, 1 episodio (1960)
- Play of the Week – serie TV, 1 episodio (1961)
- Alfred Hitchcock presenta (Alfred Hitchcock Presents) – serie TV, 2 episodi (1958-1962)
- Alcoa Premiere – serie TV, 1 episodio (1962)
- Ai confini della realtà (The Twilight Zone) – serie TV, episodio 4x03 (1963)
- The Nurses – serie TV, episodio 1x23 (1963)
- The DuPont Show of the Week – serie TV, 1 episodio (1963)
- L'ora di Hitchcock (The Alfred Hitchcock Hour) – serie TV, episodio 2x13 (1964)
- Polvere di stelle (Bob Hope Presents the Chrysler Theatre) – serie TV, 1 episodio (1964)
- The Outer Limits – serie TV, 1 episodio (1964)
- Brenner – serie TV, 1 episodio (1964)
- Viaggio in fondo al mare (Voyage to the Bottom of the Sea) – serie TV, 1 episodio (1964)
- Tom, Dick and Mary – serie TV, 1 episodio (1964)
- Profiles in Courage – serie TV, 1 episodio (1965)
- La parola alla difesa (The Defenders) – serie TV, 1 episodio (1965)
- Perry Mason – serie TV, 1 episodio (1965)
- The Farmer's Daughter – serie TV, 1 episodio (1965)
- Organizzazione U.N.C.L.E. (The Man from U.N.C.L.E.) – serie TV, 1 episodio (1965)
- Il dottor Kildare (Dr. Kildare) – serie TV, 7 episodi (1965)
- I giorni di Bryan (Run for Your Life) – serie TV, 1 episodio (1965)
- Cavaliere solitario (The Loner) – serie TV, 1 episodio (1965)
- Honey West – serie TV, episodio 1x18 (1966)
- Un equipaggio tutto matto (McHale's Navy) – serie TV, 1 episodio (1966)
- Daktari – serie TV, episodio 1x13 (1966)
- Kronos - Sfida al passato (The Time Tunnel) – serie TV, episodio 1x10 (1966)
- Le spie (I Spy) – serie TV, episodio 2x17 (1967)
- Mr. Terrific – serie TV, 1 episodio (1967)
- Star Trek – serie TV, episodio 1x23 (1967)
- Squadra speciale anticrimine (The Felony Squad) – serie TV, episodi 2x13-2x14 (1967)
- Maya – serie TV, episodio 1x13 (1968)
- The Smugglers, regia di Norman Lloyd – film TV (1968)
- Mannix – serie TV, 1 episodio (1969)
- Mod Squad, i ragazzi di Greer (The Mod Squad) – serie TV, 1 episodio (1969)
- Operazione ladro (It Takes a Thief) – serie TV, 1 episodio (1969)
- Ironside – serie TV, 1 episodio (1969)
- D.A.: Murder One, regia di Boris Sagal – film TV (1969)
- Reporter alla ribalta (The Name of the Game) – serie TV, 2 episodi (1968-1970)
- Missione impossibile (Mission: Impossible) – serie TV, 3 episodi (1967-1970)
- Daniel Boone – serie TV, 2 episodi (1967-1970)
- Incident in San Francisco, regia di Don Medford – film TV (1971)
- Hawaii squadra cinque zero (Hawaii Five-0) – serie TV, 2 episodi (1969-1971)
- Le strade di San Francisco (The Streets of San Francisco) – serie TV, episodio 1x01 (1972)
- Ironside – serie TV, 1 episodio (1972)
- F.B.I. (The F.B.I.) – serie TV, 4 episodi (1966-1972)
- Portrait: A Man Whose Name Was John, regia di Buzz Kulik – film TV (1973)
- Needles and Pins – serie TV, 1 episodio (1974)
- Medical Center – serie TV, 4 episodi (1970-1975)
- L'uomo invisibile (The Invisible Man) – serie TV, 1 episodio (1975)
- La setta del terrore (Conspiracy of Terror), regia di John Llewellyn Moxey – film TV (1975)
- Harry O – serie TV, 1 episodio (1976)
- S.W.A.T. – serie TV, 2 episodi (1976)
- Poliziotto di quartiere (The Blue Knight) – serie TV, 1 episodio (1976)
- Kojak – serie TV, 1 episodio (1976)
- Francis Gary Powers: The True Story of the U-2 Spy Incident, regia di Delbert Mann – film TV (1976)
- Executive Suite – serie TV, 2 episodi (1976)
- I leoni della guerra (Raid on Entebbe), regia di Irvin Kershner – film TV (1976)
- L'uomo da sei milioni di dollari (The Six Million Dollar Man) – serie TV, 1 episodio (1977)
- La donna bionica (The Bionic Woman) – serie TV, 2 episodi (1977)
- Nel tunnel dei misteri con Nancy Drew e gli Hardy Boys (The Hardy Boys/Nancy Drew Mysteries) – serie TV, 1 episodio (1977)
- We've Got Each Other – serie TV, 1 episodio (1977)
- Pepper Anderson agente speciale (Police Woman) – serie TV, 2 episodi (1976-1978)
- La casa nella prateria (Little House on the Prairie) – serie TV, episodio 4x21 (1978)
- Ziegfeld e le sue follie (Ziegfeld: The Man and His Women), regia di Buzz Kulik – film TV (1978)
- Fantasilandia (Fantasy Island) – serie TV, 1 episodio (1978)
- Pattuglia recupero (Salvage 1) – serie TV, 1 episodio (1979)
- I grandi eroi della Bibbia (Greatest Heroes of the Bible) – miniserie TV (1979)
- In Search of Historic Jesus – documentario (1979)
- Quincy (Quincy M.E.) – serie TV, 1 episodio (1979)
- The Secret Empire – serie TV, 1 episodio (1979)
- Trapper John (Trapper John, M.D.) – serie TV, 1 episodio (1980)
- Hagen – serie TV, 1 episodio (1980)
- Buck Rogers – serie TV, 1 episodio (1981)
- Masada – miniserie TV (1981)
- Hotel – serie TV, 1 episodio (1983)
- The Paper Chase – serie TV, 1 episodio (1984)
- Hardcastle & McCormick (Hardcastle and McCormick) – serie TV, episodio 2x04 (1984)
- Falcon Crest – serie TV, 1 episodio (1985)
- Stato d'assedio (Under Siege), regia di Roger Young – film TV (1986)
- Conspiracy: The Trial of the Chicago 8, regia di Jeremy Kagan – film TV (1987)
- Alien Nation – serie TV, 1 episodio (1989)
- La legge di Bird (Gabriel's Fire) – serie TV, 1 episodio (1991)
- Stat – serie TV, 1 episodio (1991)

## Doppiatori italiani
Nelle versioni in italiano delle opere in cui ha recitato, David Opatoshu è stato doppiato da:
- Gino Baghetti in Cimarron, Il sipario strappato
- Bruno Persa in Exodus, Il romanzo di un ladro di cavalli
- Mario Feliciani ne I due nemici, Il re di Poggioreale
- Paolo Stoppa ne La città nuda
- Amilcare Pettinelli in Karamazov
- Gualtiero De Angelis ne Il cardinale
- Carlo Alighiero in Ultima notte a Cottonwood
- Silvio Anselmo ne La casa nella prateria